# Thomas Kirk (sculpteur)
Pour les articles homonymes, voir Thomas Kirk et Kirk.
Thomas Kirk, né à Cork en 1781 et décédé le 19 avril 1845 à Dublin, est un sculpteur irlandais. Son œuvre la plus connue est la Colonne Nelson qui se trouvait à Dublin sur Sackville Street devenue maintenant O'Connell Street.

## Biographie
Thomas Kirk nait en 1781 à Cork. Il étudie à la Royal Dublin Society où il remporte quelques prix en 1797 et 1800. Il travaille ensuite pour Hnery Darley, un constructeur habile et tailleur de pierre originaire du comté de Meath et qui a son atelier à Dublin dans Abbey Street. Kirk se fait une belle réputation pour ses bas-reliefs sur les manteaux de cheminées et sur les monuments. Une partie de ses travaux peuvent être vus sur le Collège royal de chirurgie de Dublin, la Royal Dublin Society et à la bibliothèque de Trinity College.
Il réalise un grand nombre de pierres tombales et monuments d'églises de par le pays. Un de ses thèmes de prédilection est celui du Bon Samaritain que l'on retrouve sur de nombreuses tombes de médecins et de clergymen. 
Une de ses premières commandes, et l’œuvre qui restera à la postérité, est celle d'une statue de l'amiral Horatio Nelson qui ponctue la colonne Nelson sur Sackville Street, la principale artère dublinoise. Cette statue est détruite par une explosion le 8 mars 1966.
Il meurt le 19 avril 1845 à Dublin et est enterré au cimetière Mount Jerome